# Joseph Barcroft
Joseph Barcroft, britanski fiziolog, * 26. julij 1872, Newry, † 21. marec 1947, Cambridge.
Najbolj je znan po raziskavah oksidacije krvi in potem, da je v obeh svetovnih vojnah preučeval kemična orožja.